# 紀元前7世紀

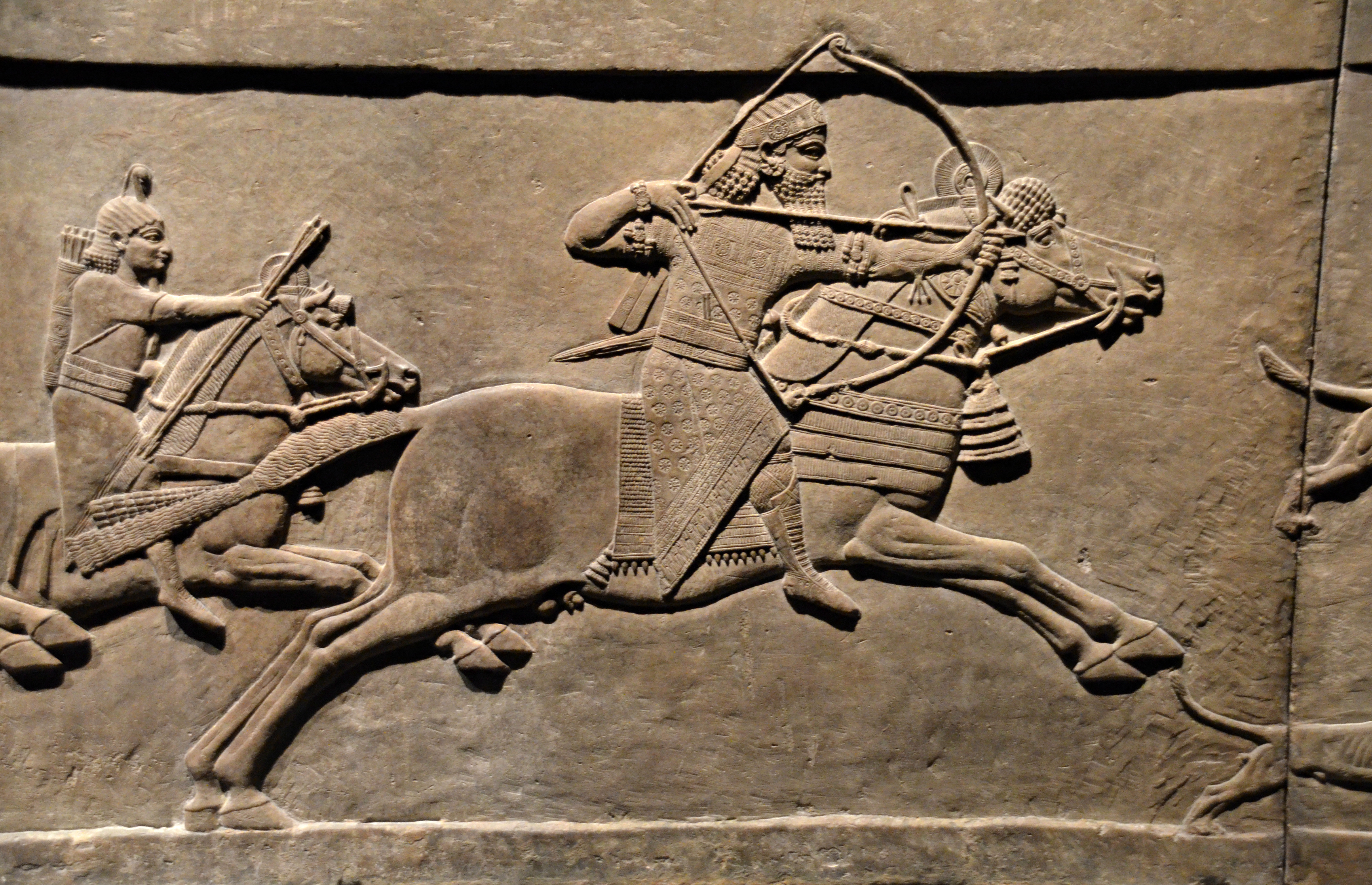
アッシリアの世界帝国。強力な軍事力と過酷な統治体制でアッシリアは最初の「世界帝国」を樹立した。画像は都ニネヴェの北宮殿を飾っていたアッシリア王アッシュールバニパルの「獅子狩り」浮き彫り（ロンドンの大英博物館蔵）。

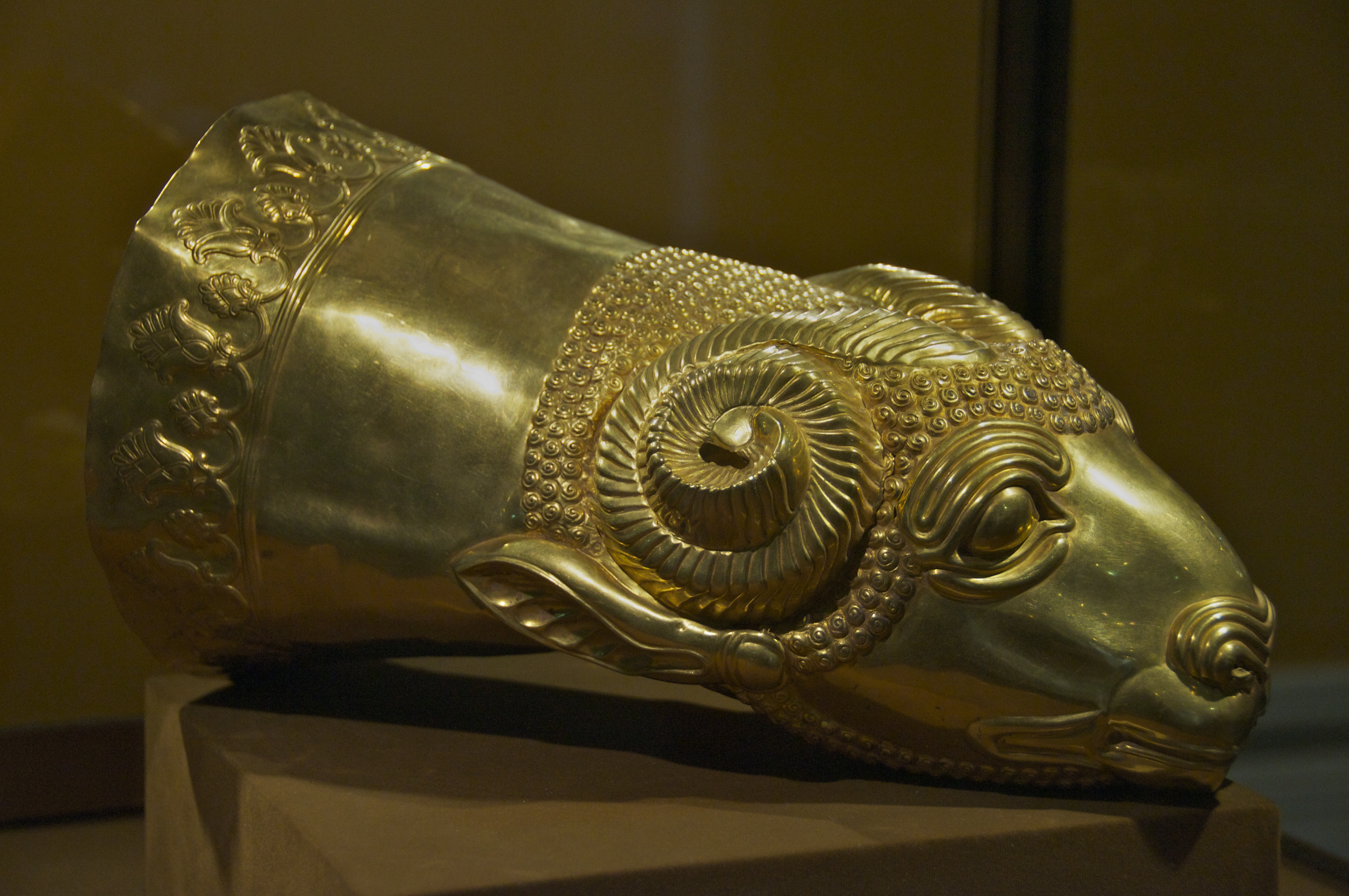
ジビエの遺宝。イランのクルディスタン地方ウルミア湖沿いのジビエ（遺跡）から発見されたもので、マンナエ王国かメディア王国の時代に属するものと推定されている。画像は黄金製の羊頭型リュトン（テヘランのレザー・アッバシー博物館蔵）。

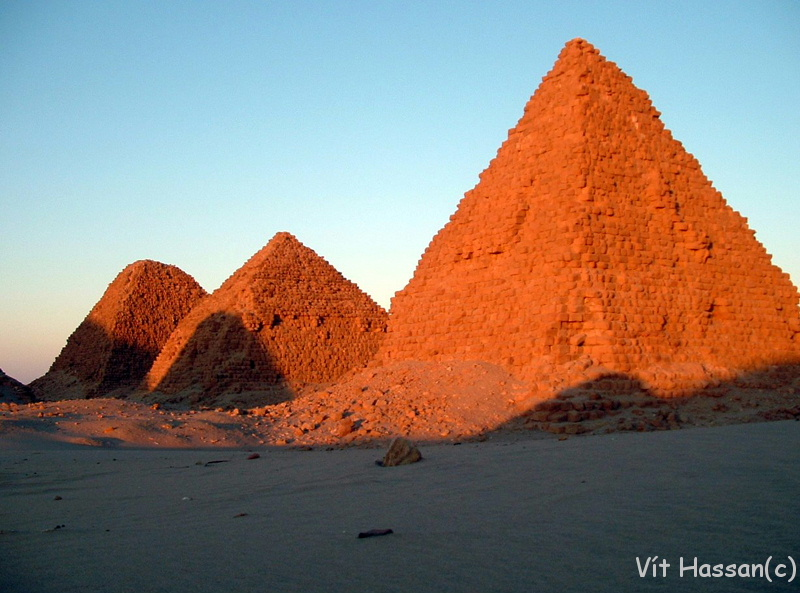
ヌビアのピラミッド。第25王朝の崩壊とともにエジプトを離れ故地へと南下したヌビア人はこの地に幾つものピラミッドを造営した。画像はヌビア上流のナイル西岸のヌリ（ヌビア）にある王一族のピラミッド。

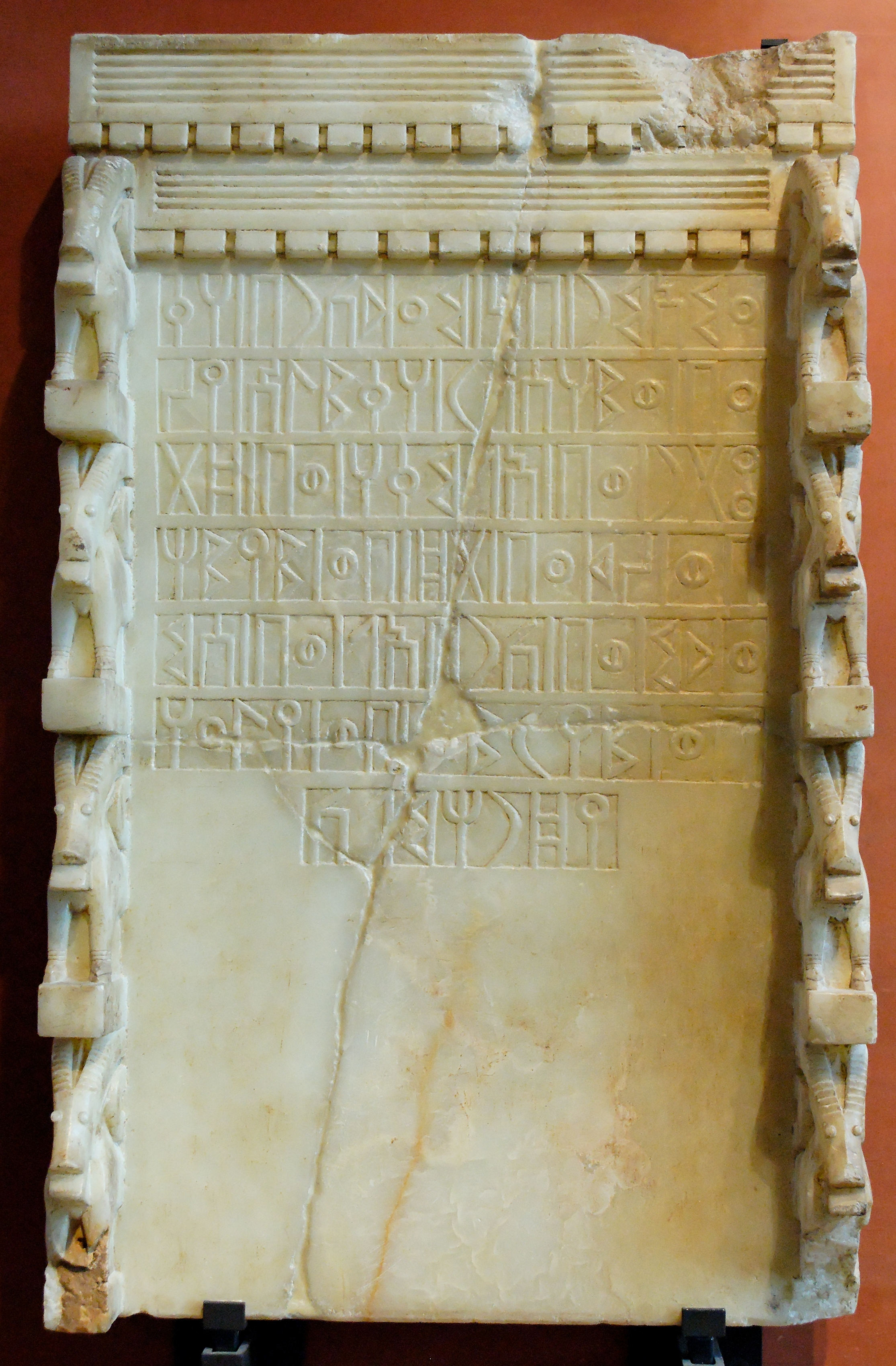
南アラビア文字。この時代のアラビア半島のイエメンにはサバ王国があり、アッシリアとも交流があったことが判明している。画像はセム系サバ語を南アラビア文字で記録した月神アルマカへの奉納文（ルーヴル美術館蔵）。

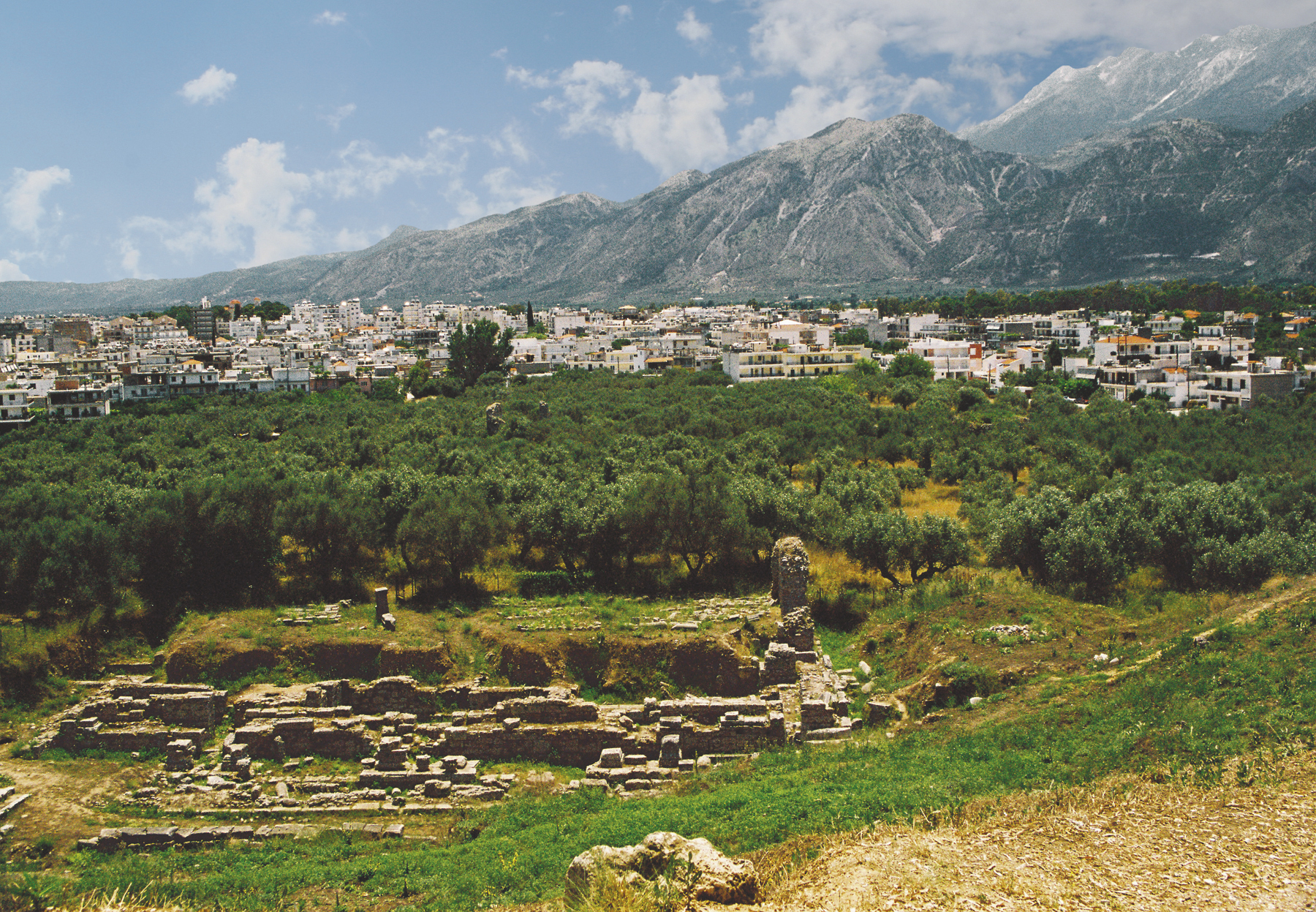
スパルタ。第二次メッセニア戦争でメッセニア人に勝利したことでスパルタは厳しい軍律を定める国民皆兵の社会を確立した。画像は現在のスパルタで、前景に古代の遺跡を、中景に新市街スパルティを、後景にタイゲトス山を望むことができる。

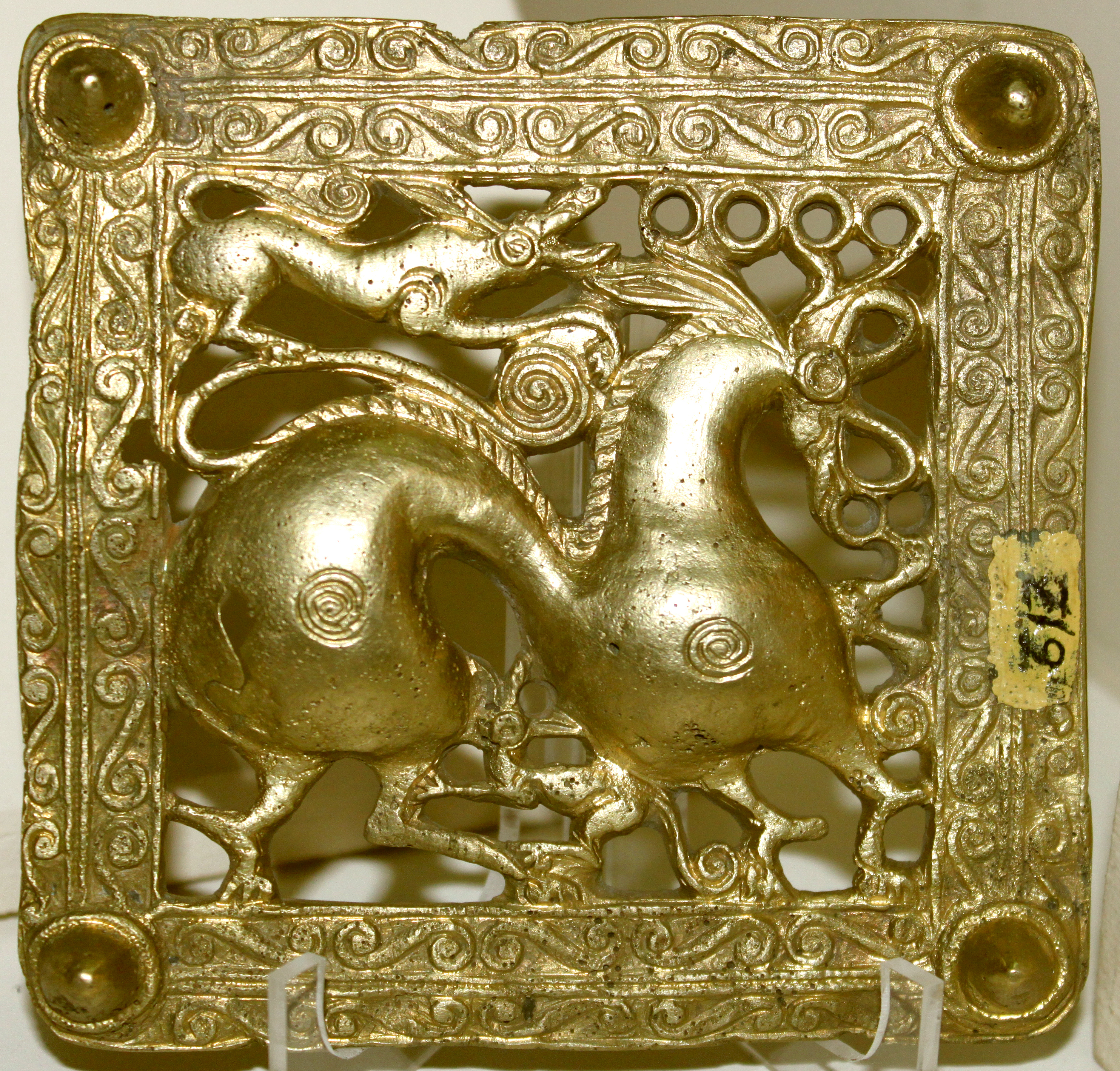
騎馬民族スキタイ。スキタイはユーラシア中央部に拠点を持ち交易や略奪を通じてオリエント諸国に大きな影響を与えた。画像はアゼルバイジャンのミンゲチェヴィルで発見された黄金製動物意匠のベルトの留め金。

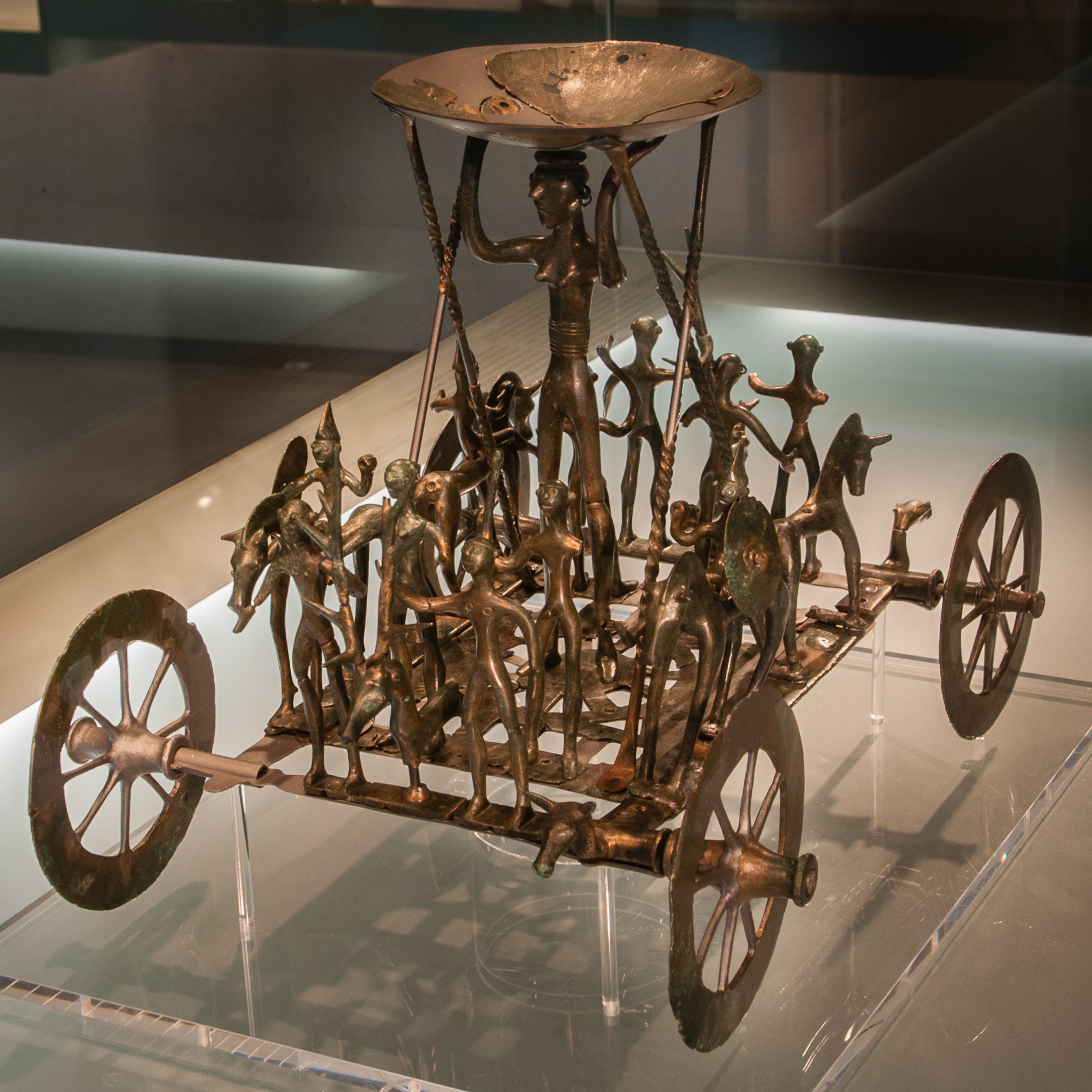
ハルシュタット文化。ヨーロッパは青銅器時代から鉄器時代に移行しつつあった。画像はオーストリア南東部の墳墓で発見された青銅製の「ストレットヴェクの祭式馬車」で女性像を中心に多くの人物が置かれている（グラーツのヨアネウム博物館蔵）。

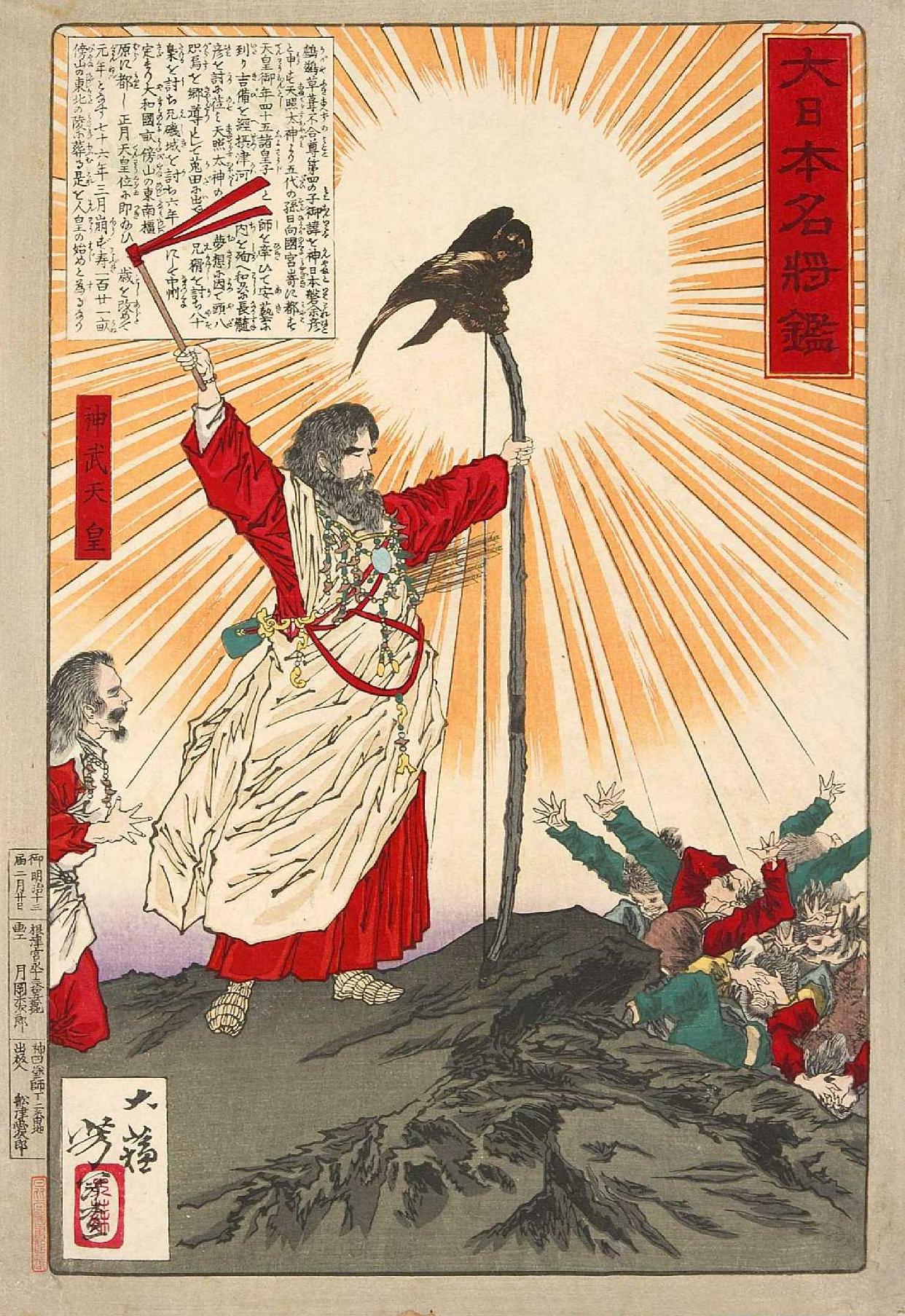
神武天皇。『日本書紀』『古事記』の神武東征の記録によると日向高千穂から出立し瀬戸内海を経て大和に入り、橿原宮で即位し初代の天皇になったとされる。画像は月岡芳年『大日本名将鑑』の金の鵄（とび）を従えて敵を圧倒する神武天皇。

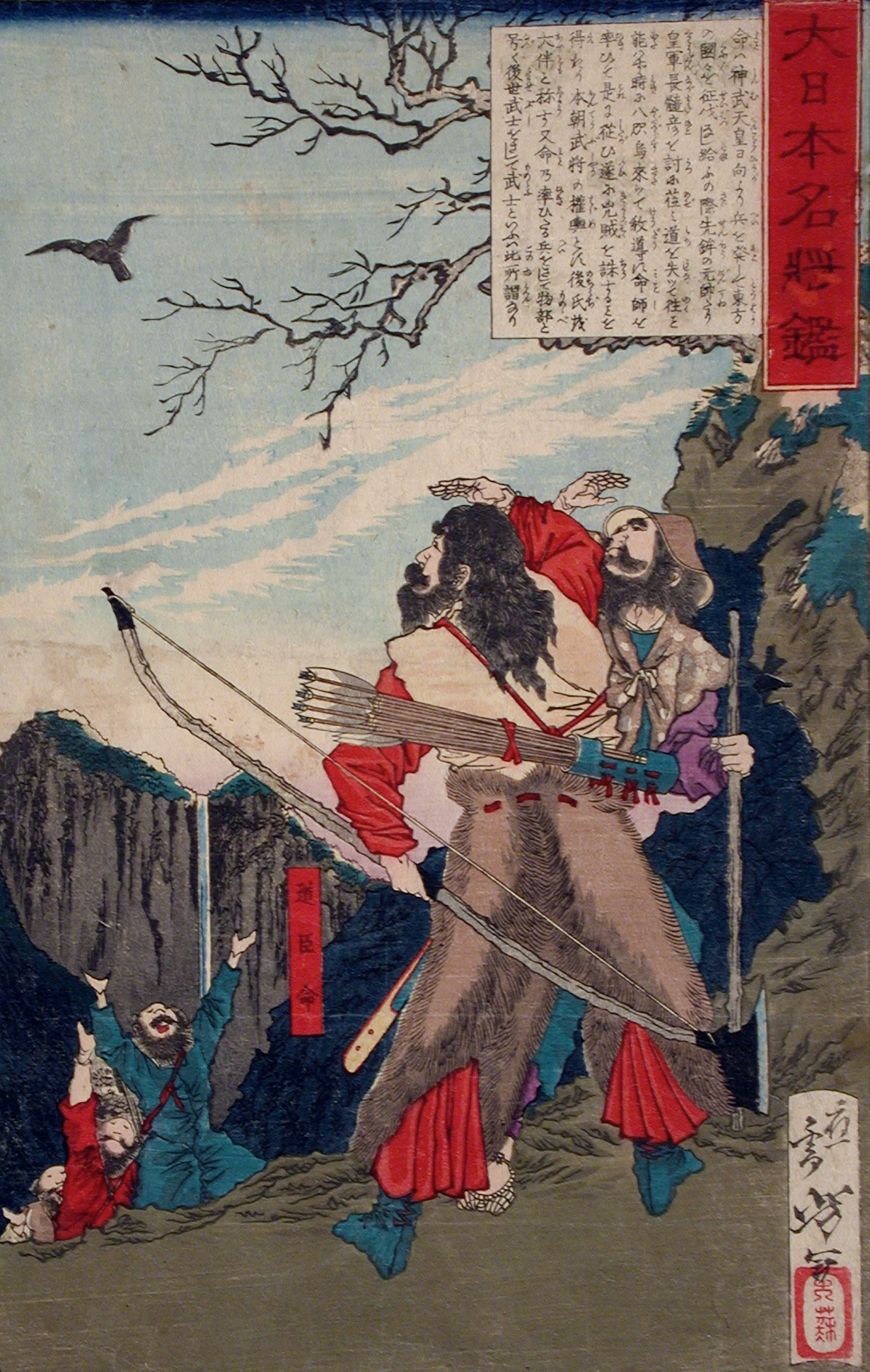
道臣命

紀元前7世紀（きげんぜんななせいき、きげんぜんしちせいき）は、西暦による紀元前700年から紀元前601年までの100年間を指す世紀。

## 出来事

### 紀元前700年代
- 紀元前700年頃
  - ギリシアで東方様式期（英語版）から初期アルカイック期への移行。
    - テーバイ出土の青銅製の「マンティクロスのアポロン神像（英語版）(Mantiklos Apollo）」（ボストン美術館蔵）が作られる。

  - キプロス島北西アギアイリニ神域で発見された2000体の男性奉献像（ニコシア・キプロス考古学博物館（ブルガリア語版）蔵）が作られる。
  - ユダ王国のヒゼキヤ王により、ギホンの泉からシロアム池に流れる地下水路が作られる。
    - この地下水路から発見されたのがシロアム碑文で、最古級の古代ヘブライ文字が書かれている。

  - エチオピア最古のイェーハ（英語版）神殿が建立される。
  - ドイツ北部でヤストルフ文化(ヤストルフ期）が成立する（ - 紀元前400年頃）。
  - シベリア南部ミヌシンスク盆地を中心にタガール文化が成立する（ - 紀元前300年頃）。
    - この地は当時ユーラシア大陸最大の青銅器の産地であり、大規模な墳丘墓（クルガン）が発見されている。

  - メキシコのオルメカ文化の影響を受けチアパデコルソ（英語版）を中心とするソケ文化が成立する。
  - メキシコ南西部のゲレロ州バルサス川（英語版）流域でメスカラ文化（英語版）が成立する( - 紀元前200年頃)。

### 紀元前690年代
- 紀元前695年 - アナトリア半島に侵入したキンメリア人によりフリギア王国の都ゴルディオンが破壊される。
- 紀元前693年 - シチリア島エトナ山で火山噴火の最古の記録。
- 紀元前691年 - ハルールの戦いでムシェズィプ・マルドゥク率いるバビロニア軍にアッシリア軍が敗北し一時撤退。

### 紀元前680年代
- 紀元前689年 - アッシリア王センナケリブのバビロニア遠征。バビロンは陥落しアッシリアの直接支配下におかれる。
- 紀元前687年頃 - リュディア王カンダウレスを倒したギュゲス（英語版）が王となり、メルムナデス朝（英語版）が成立。
- 紀元前685年 - 斉の桓公が君主となり、管仲を宰相に迎える。
- 紀元前685年頃 - ギリシアのメガラ人により植民市カルケドンが建設される。
- 紀元前683年 - アテナイのアルコンの任期が10年から1年に限定され、翌年クレオンがその任期で職務に就く。
- 紀元前681年- アッシリア王センナケリブが暗殺される。王位継承争いを制した王子エサルハドンが即位。

### 紀元前670年代
- 紀元前679年 - 斉の桓公による鄄の会盟。
- 紀元前677年
  - 姫称が晋を再統一し、晋の武公となる。
  - 秦の徳公が平陽から雍城に都を遷す。
- 紀元前673年 - トゥッルス・ホスティリウスが第3代ローマ王に選出される。
- 紀元前671年 - アッシリア王エサルハドンのエジプト遠征。
  - メンフィス陥落によりエジプト王タハルカ（英語版）はテーベに逃亡。
  - この時期アッシリアの領土は最大となり、オリエント世界の統一が達成される。
- 紀元前670年頃
  - 最古の「トロイアの木馬」が描かれた「ミコノスの壷（英語版）（ミコノス考古学博物館蔵）」が作られる。
  - リュディア王ギュゲスが世界最初の鋳造貨幣エレクトロン貨を発行する。

### 紀元前660年代
- 紀元前669年 - ヒュシアイの戦いでアルゴス僭主フェイドンがスパルタに勝利し覇権を握る。
- 紀元前668年 - アッシリア王アッシュールバニパルの即位。
  - アッシュールバニパル王は都ニネヴェのクユンジクの丘に「アッシュールバニパルの図書館」を設立。
- 紀元前667年頃
  - 第二次メッセニア戦争にスパルタが勝利しメッセニアを再占領。
  - ギリシアのメガラ人により植民市ビュザンティオン（現イスタンブール）が建設される。
- 紀元前665年
  - アッシュールバニパル王が、ルッディ王グッグを救援するためギミライを攻撃する。
    - 「ルッディ王グッグ」は、歴史家ヘロドトスの記録した「リディア王ギュゲス (リュディア)（英語版） 」に相当し、「ギミライ」は「キンメリア人」に相当すると推定されている。
- 紀元前664年
  - 楚の成王が英を滅ぼす。
  - アッシリアの制圧によるエジプト第25王朝の崩壊。
    - アッシリアの支援でプサメティコス1世によりサイスに第26王朝が成立。
    - 上エジプトのテーベで25王朝のタハルカ王が死去、スーダンのヌリのピラミッドへ埋葬される。
- 紀元前663年
  - アッシリア王アッシュールバニパルのエジプト遠征。
    - 再起を図ったエジプト第25王朝のタヌトアメンはテーベ略奪（英語版）に遭遇しヌビアに逃亡。第26王朝の支配が確定。

  - 斉の桓公が燕を救援するため、山戎を征伐し、孤竹国を滅ぼす。
- 紀元前660年
  - 熒沢の戦いで、衛の懿公が翟（狄）に敗死、都の朝歌が略奪され衛は一時滅亡。
  - 初代神武天皇即位、日本建国。辛酉年、春正月、庚辰の朔日の日、天皇橿原宮にあまつひつぎしろしめし、天皇の元年とす（『日本書紀』）。
- 紀元前660年頃 - マンナエ王国がアッシリアに敗北し衰退に向かう。
  - イランのクルディスタン地方ウルミア湖沿いのジビエ（遺跡）（英語版）で発見された「ジビエの遺宝（英語版）」はこの王国のものか。

### 紀元前650年代
- 紀元前657年 - キュプセロスがバッキアダイを追放しコリントスの僭主となる。
- 紀元前656年 - 斉の桓公による召陵の会盟。
- 紀元前655年 - 晋の献公が虢と虞を滅ぼす。驪姫の讒言のため公子重耳・公子夷吾らが晋を出奔。
- 紀元前654年 - フェニキア人がイビサ島に植民市を築く。
- 紀元前653年  
  - スキタイ王マデュエス（英語版）がメディア各地を席巻し支配下に置く。
  - エジプトのプサメティコス1世がアッシリアの支配から離脱。
  - ギリシア系アンフィサ人がマグナ・グラエキアに植民市ロクリを建設する。
- 紀元前652年 - 斉の桓公による洮の会盟。
- 紀元前651年 - 斉の桓公による葵丘の会盟。桓公はこれにより周王より伯位を賜り最初の覇者となる。
- 紀元前650年頃
  - ギリシアで初期アルカイック期。
    - デロス島出土の「ニカンドラの奉納像」（アテネ国立考古学博物館蔵）、「オーセールの婦人像」（ルーブル美術館蔵）が作られる。

  - ポーランドでルサチア文化から発展したポメラニア文化が成立する（ - 紀元前200年頃）。

### 紀元前640年代
- 紀元前647年 - アッシリア王アッシュールバニパルのエラム遠征。スサの戦いでエラムの首都スサが陥落し、破壊される。
- 紀元前645年
  - 斉の宰相である管仲が死去。
  - 秦の穆公と晋の恵公が激突。秦が大勝し晋の恵公を捕虜とする（韓原の戦い）。
- 紀元前643年
  - 斉の桓公が死去し、斉の覇権が終わる。
    - 易牙・豎刁らが後継者に公子無詭を擁立。
    - 太子昭（後の孝公）は宋に亡命。
- 紀元前640年頃 
  - アッシリア軍がキンメリア軍を破り、キンメリアの王リュグダミス（ドゥグダッメ）もキリキア地方で死去。
  - 「キージの壺（英語版）（ローマのヴィラ・ジュリア国立博物館蔵）」が作られる。

### 紀元前630年代
- 紀元前639年 - 宋の襄公による鹿上の会盟・盂の会盟。
- 紀元前638年 - 宋の襄公と楚の成王が泓水（現：河南省柘城県）にて激突し、楚が大勝する（泓水の戦い）。
- 紀元前636年 - 重耳が亡命19年の後即位し、晋の文公となる。
- 紀元前635年 - エジプト王プサメティコス1世がアシュドッドを陥落させる（英語版）。
- 紀元前632年 - 文公が率いる晋と楚が城濮（現：山東省西部の濮県の南）にて激突し、晋が大勝する（城濮の戦い）。
  - この勝利により晋の文公は践土の会盟を行い覇者となる。
- 紀元前630年頃
  - キュロン（英語版）がアテナイのアクロポリスを占拠し僭主の地位を得ようとするが失敗し殺害される。
    - キュロン殺害を促したメガクレスとアルクマイオン一族は追放され、これが原因でアテナイとメガラの間で戦争が起こる。

  - リビアの植民都市キュレネがティラ島のギリシャ人によって建設される。

### 紀元前620年代
- 紀元前627年 - 秦と晋が殽の戦い（中国語版）で激突し、晋が勝利する。
- 紀元前627年頃 
  - 植民都市エピダムノス（現アルバニアの第2の都市ドゥラス）がギリシアのコリントス人やケルキラ人などにより建設される。
  - アッシリア王アッシュールバニパルが死去。
- 紀元前625年頃
  - ナボポラッサルがアッシリアからバビロンを奪取し新バビロニアを建国。
  - キュアクサレス2世がスキタイの支配からメディアを独立させる。
    - イラン北西部ハマダーン州の「火の神殿」があるテペ・ヌシ＝イ・ジャン（英語版）遺跡はこの時期までのもの。

  - 秦と晋が彭衙の戦いで激突。
- 紀元前624年 - 秦と晋が王官の戦いで激突し、秦が勝利する。
- 紀元前623年 - 秦と晋が新城の戦いで激突。秦の穆公が西戎を制圧し、西戎の覇者となる。
- 紀元前622年 - エルサレム聖殿で大祭司ヒルキヤが律法の書を発見、それに基づいてユダ国王ヨシヤが「申命記改革」を行う。
- 紀元前621年 - 秦の穆公が死去し、177名の殉死者が出たことで、秦の国力が低下する。
- 紀元前621年頃 - ギリシアのアテナイでドラコンが法典を成文化する。
- 紀元前620年頃 - ギリシアのコリントスで「黒絵式」陶器が発明される。

### 紀元前610年代
- 紀元前616年
  - メディアがマンナエを併合する。
  - エトルリア系でタルクイーニア出身のタルクィニウス・プリスクスがローマの第5代王に選ばれる。
    - この王とこれに続く第6代と第7代のローマ王もエトルリア系で、ラテン系を圧倒するほどの勢力があった。
    - タルクイーニア近郊モンテロッツィ遺跡はチェルヴェーテリ近郊バンディタッチャ遺跡とともにエトルリア地下墳墓（ネクロポリス）で有名。
- 紀元前614年 -  アッシュール市を制圧した新バビロニア王ナボポラッサルとメディア王キュアクサレス2世が同盟を締結。
- 紀元前612年 - 新バビロニアとメディア連合軍によりアッシリアの首都ニネヴェが陥落。
  - シン・シャル・イシュクン王は戦死するが、ハッラーンにアッシリア残存勢力が結集する。
- 紀元前611年 - 楚・秦・巴の攻撃で庸が滅亡。
- 紀元前610年 - エジプト王ネコ2世が即位。ネコ2世の治世に王の命令でフェニキア人がアフリカ大陸周航を行う。
- 紀元前610年頃 - エジプトのナイル川デルタ地帯にギリシア系ミレトス人が植民市ナウクラティスを建設。

### 紀元前600年代
- 紀元前609年
  - ハッラーンの戦いで敗北し、アッシュール・ウバリト2世が戦死しアッシリアが完全に滅亡。
  - メギドの戦いでエジプト王ネコ2世がユダ王ヨシヤを戦死させる。
    - ヨシヤの三男ヨアハズが王となるも廃位されてエジプトに連行され、兄のエホヤキムが王となる。
    - 以後ユダはエジプトの服属国となり、「海の道（Derekh Ha Yam）」の要衝としてのメギドの地位は低落。
    - 戦場となった「メギドの丘」を意味する「ハルマゲドン」の語は後に黙示文学において「最終戦争」の意味で転用されるようになる。
- 紀元前607年 - 趙穿が晋の霊公を殺害する。亡命途上の趙盾が帰国し成公を擁立。
- 紀元前606年 - 楚の荘王が周の都洛邑へ進軍し「鼎の軽重」を問う。
- 紀元前605年 
  - カルケミシュの戦いで新バビロニアがエジプトに勝利。
  - 新バビロニアでネブカドネザル2世が即位。
- 紀元前600年以前 - リュディア王アリュアッテスがキンメリア人を撃滅する。

## 遺物

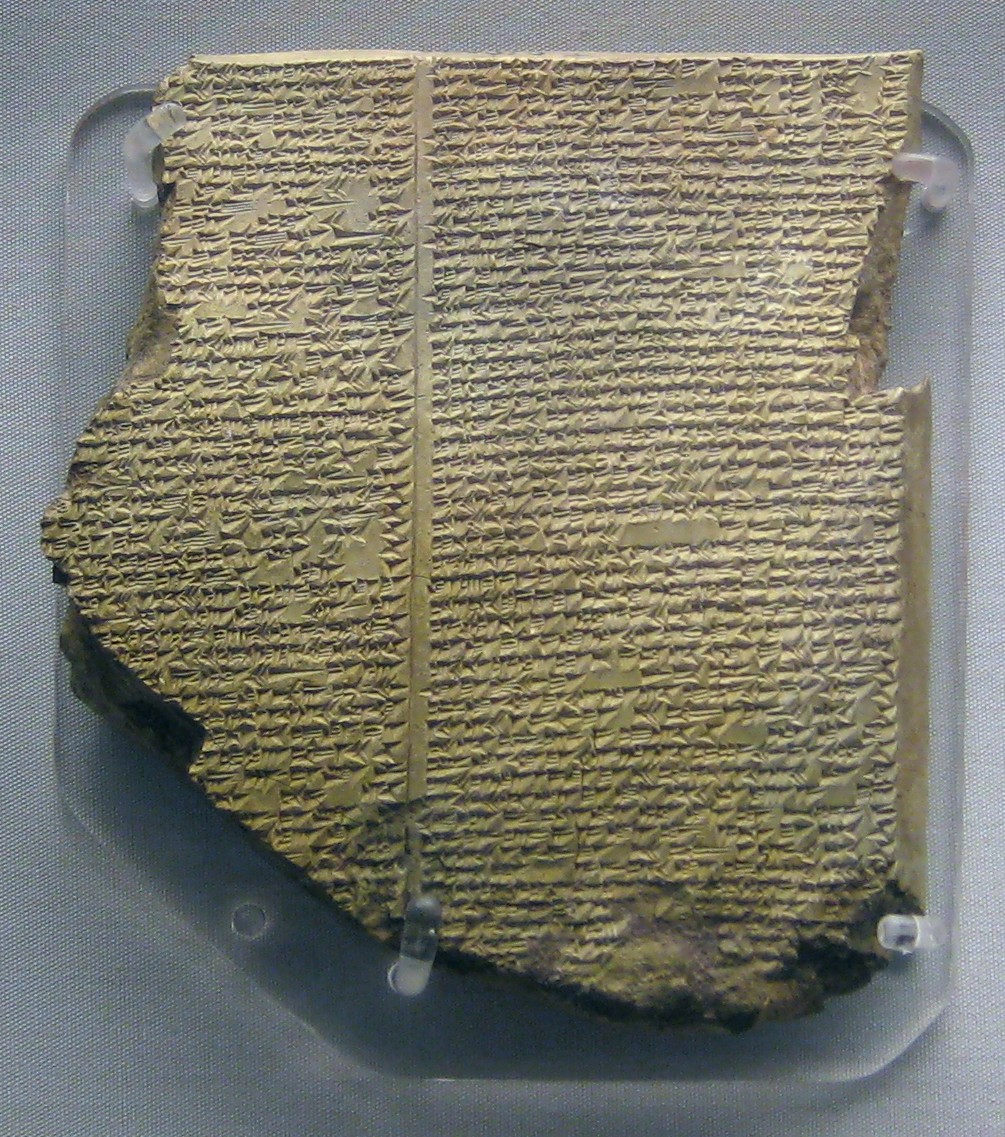
フラッド・タブレット。大英博物館所蔵。

- フラッド・タブレット（英語版）：現在のイラクで紀元前7世紀頃に記された。[1]フラッド・タブレット。大英博物館所蔵。

## 人物

### オリエント世界
- ヒゼキヤ（在位前710年 - 前687年） - ユダ王国の王
- センナケリブ（在位前705年 - 前681年） - アッシリア王国の王・バビロニアの征服者
- ナキア（生没年不詳） - アッシリア王センナケリブの側室・エサルハドンの母
- ギュゲス（英語版）（在位前687年 - 前652年） - リュディア王国の王
- マナセ（在位前687年 - 前643年） - ユダ王国の王
- エサルハドン（在位前681年 - 前669年） - アッシリア王国の王・エジプトを征服
- アッシュルバニパル（在位前668年 - 前627年頃） - アッシリア王国の王・最後の繁栄時代を現出
- プサメティコス1世（在位前664年 - 前610年） - エジプト第26王朝のファラオ
- ナボポラッサル（在位前625年 - 前605年） - 新バビロニアの初代の王
- キュアクサレス2世（在位前625年 - 前584年） - メディア王国の王
- ヨシヤ（在位前641年 - 前609年） - ユダ王国の王
- ネコ2世（在位前610年 - 前595年） - エジプト第26王朝のファラオ

### 南アジア世界
- ヤージュニャヴァルキヤ（生没年不詳） - 古代インドのウパニシャッドの哲人

### 中国（周・春秋時代）
- 懿公（? - 前660年） - 春秋時代の衛の君主（在位前668年 - 前660年）・鶴の溺愛で国を滅ぼす
- 管仲（? - 前645年） - 春秋時代の斉の政治家・桓公が覇者となるのを補佐する
- 鮑叔（生没年不詳） - 春秋時代の斉の政治家・管仲との「管鮑の交わり」で有名
- 桓公（? - 前643年） - 春秋時代の斉の君主（在位前685年 - 前643年）・春秋五覇の一人・葵丘の会盟を行う
- 襄公（? - 前637年） - 春秋時代の宋の君主・（在位前651年 - 前637年）・春秋五覇の一人・泓水の戦いでの「宋襄の仁」で有名
- 驪姫（？ - 前651年） - 春秋時代の晋の献公の寵姫・驪姫の乱を起こす
- 文公（前696年 - 前628年） - 春秋時代の晋の君主（在位前636年 - 前628年）・春秋五覇の一人・諸国遍歴19年の後に君主となる
- 介子推（？ - 前636年） - 春秋時代の晋の文公の陪臣・主君の流浪生活を支えるも帰国後は恩賞を辞退し隠棲する
- 成王（？ - 前626年） - 春秋時代の楚の君主（在位前671年 - 前626年）・泓水の戦いで勝利
- 成得臣（子玉）（？ - 前632年） - 春秋時代の楚の将軍・城濮の戦いでは敗北の責をとり自殺
- 穆公（? - 前621年） - 春秋時代の秦の君主（在位前659年 - 前621年）・春秋五覇の一人・文公没後の晋を討って勝利
- 百里奚（生没年不詳） - 春秋時代の秦の政治家・穆公に仕える
- 襄公（? - 前621年） - 春秋時代の晋の君主（在位前628年 - 前621年）・文公の子
- 霊公（? - 前607年） - 春秋時代の晋の君主（在位前620年 - 前607年）・襄公の子
- 荘王（? - 前591年） - 春秋時代の楚の王（在位前614年 - 前591年）・春秋五覇の一人・邲の戦いで勝利
- 荀林父（生没年不詳） - 春秋時代の晋の政治家・邲の戦いでは敗北
- 士会（生没年不詳） -  春秋時代の晋の政治家・将軍・邲の戦いでは敗北
- 趙盾（生没年不詳） - 春秋時代の晋の政治家・霊公を擁立するが後に対立

### 地中海世界

#### ギリシア
- アリストメネス（紀元前7世紀） - 第二次メッセニア戦争のメッセニア人指導者
- テュルタイオス（英語版）（紀元前7世紀） - スパルタの詩人・第二次メッセニア戦争でも活躍する
- フェイドン（紀元前7世紀） - アルゴスの僭主・スパルタと対立しペロポネソスに覇を唱える
- アルクマン（紀元前7世紀） - スパルタの詩人・九歌唱詩人の一人
- アリーオーン（紀元前7世紀） - レスボス島出身の詩人
- ザレウコス（紀元前7世紀） - ロクリス（ロクロイ）の政治家・ギリシア最初の成文法を制定
- タソスのアルキロコス（前680年頃 - 前609年） - ギリシアの詩人
- キュロン（英語版）（？ - 前630年頃） - アテナイの政治家・政変を起こし僭主を望むが失敗する
- ドラコン（前650年頃 - ？） - アテナイの立法者
- シケリアのステシコロス（前640年 - 前555年） - ギリシアの叙情詩人・九歌唱詩人の一人
- アテナイのソロン（前638年 - 紀元前558年） - ギリシア七賢人の一人
- ミレトスのタレス（前635年 - 紀元前543年） - イオニアの自然哲学者
- ミュティレネのアルカイオス（前620年頃 - 前6世紀） - ギリシアの詩人・九歌唱詩人の一人
- レスボスのサッポー（生没年不詳） - ギリシアの女流詩人・九歌唱詩人の一人

#### 王政ローマ
- トゥッルス・ホスティリウス（在位前710年 - 前641年） - 王政ローマの第3代の王
- アンクス・マルキウス（在位前675年 - 前616年） - 王政ローマの第4代の王
- タルクィニウス・プリスクス（在位前616年 - 前579年） - 王政ローマの第5代の王
- ホラティウス三兄弟（前7世紀） - アルバ・ロンガとの戦いではクリアティウス三兄弟と決闘する